# Peter-Heinz Seraphim
Peter-Heinz Seraphim (* 15. September 1902 in Riga; † 19. Mai 1979 in Rosenheim) war ein deutschbaltischer Volkswirt, Ostforscher und Autor von rassistisch-ideologischen Sachbüchern.

## Familie
Peter-Heinz Seraphim war der Sohn des bekannten deutsch-baltischen Historikers und Journalisten Ernst Seraphim, der Chefredakteur mehrerer deutscher Zeitungen im Baltikum war, und seiner Frau Sophie geb. Wegener (1871–1945), Tochter eines Rittergutsbesitzers aus Livland. Peter-Heinz hatte sechs Geschwister, von denen das jüngste ein Mädchen war. Peter-Heinz' älterer Bruder Hans-Jürgen Seraphim (1899–1962) war ebenfalls Volkswirt und während des Dritten Reiches zeitweise Direktor des Osteuropa-Instituts Breslau. Peter-Heinz’ Cousin Hans-Günther Seraphim (1903–1992) war Historiker und Bibliothekar. Er arbeitete nach dem Krieg als Sachverständiger bei den NS-Prozessen.

## Ende des Ersten Weltkriegs und Weimarer Republik
Seraphim kämpfte 1919 in Lettland unter dem Freikorpsführer Rüdiger von der Goltz in der Baltischen Landeswehr, bei der sein Vater als Presseoffizier tätig war, gegen die roten Lettischen Schützen. Das Gebiet Lettlands blieb entsprechend dem Friedensvertrag von Brest-Litowsk vom 3. März 1918 von den Mittelmächten besetzt, worauf am 18. November 1918 die Unabhängigkeitserklärung folgte.
Seraphim nutzte die Laufbahn, welche die Schwarze Reichswehr einem jungen Mann bot, dessen Vater eine neunköpfige Familie mit deutsch-baltisch-nationalgefärbter Herkunft und Geschichte ernährte.
Er war schriftstellerisch talentiert und arbeitete an einer schwer überschaubaren Anzahl von Instituten, welche aus verdeckten Wehretats finanziert wurden.
Seraphim studierte seit 1921 an der Universität Tartu, der Albertus-Universität Königsberg, der Karl-Franzens-Universität Graz sowie der Universität Breslau Volkswirtschaft und promovierte 1924. Danach war er Wissenschaftlicher Assistent und wechselte 1930 als Mitarbeiter ans Institut für Ostdeutsche Wirtschaft in Königsberg. Im selben Jahr trat er der Volkskonservativen Reichsvereinigung bei.

## Nationalsozialismus
1933 trat Seraphim der NSDAP und der SA bei. Er propagierte auf Schulungen und in seiner publizistischen Tätigkeit eine vom deutschen Sendungsbewusstsein geprägte Ostpolitik. Der Judenfeindlichkeit, die bei Deutschen und Polen Zuspruch fand, gab Seraphim einen wissenschaftlichen Anstrich. Seraphim hatte einen wesentlichen Teil der Daten für seine Untersuchungen den von ihm diffamierten jüdischen Wissenschaftlern abspenstig gemacht. Seine Ausarbeitungen stellten die jüdischen Einwohner der Gebiete als einheitliche, räumlich verschiebbare Masse dar und leisteten zu den nationalsozialistischen Ausrottungsplänen einen methodischen und propagandistischen Beitrag.
Seraphim nutzte rassistische und ideologische Gemeinplätze und hetzte in der Frankfurter Zeitung vom 30. April 1939, indem er eine handlungsorientierte Verschränkung der „Überbevölkerungsfrage“ mit der „Judenfrage“ so darstellte, dass die „Lösung“ der einen „Frage“ die andere erheblich lindern würde.

### Institut für Osteuropäische Wirtschaft
Theodor Oberländer war seit 1933 Direktor des Instituts für Osteuropäische Wirtschaft an der Albertina in Königsberg. Seraphim wurde 1937 in diesem Institut Dozent und stellvertretender Dekan. Ab 1937 war Oberländer beamteter außerordentlicher Professor an der Ernst-Moritz-Arndt-Universität Greifswald, an welcher sein Mitarbeiter Seraphim sich 1940 habilitierte. Als Bundesminister für Vertriebene, Flüchtlinge und Kriegsgeschädigte verlegte Oberländer noch 1955 ein Buch von Seraphim.

### Institut für Deutsche Ostarbeit in Krakau
Nach dem Überfall auf Polen wurde Seraphim „Sachverständiger für Juden“ im Institut für Deutsche Ostarbeit im Generalgouvernement in Krakau.
Entsprechend dem deutsch-sowjetischen Nichtangriffspakt vom 24. August 1939 über die Einflusssphären wurde Lettland 1940 ohne Gegenwehr von der Roten Armee besetzt und als Lettische SSR eingegliedert. Die Baltendeutschen wurden mit der Parole „Heim ins Reich“ in Wohnungen und Arbeitsstätten im Warthegau gebracht, aus denen die polnischen und jüdischen Einwohner entsprechend der von Seraphim propagierten rassistischen Klassifizierung ins Generalgouvernement abgeschoben worden waren.

### Schriftleiter der Zeitschrift „Der Weltkampf“
Am 26. März 1941 wurde in Frankfurt am Main das Institut zur Erforschung der Judenfrage eröffnet. Seraphim hielt einen Eröffnungsvortrag mit dem Titel „Bevölkerungs- und wirtschaftspolitische Probleme einer europäischen Gesamtlösung der Judenfrage“.
Des Weiteren übernahm er die Schriftleitung der Institutszeitung Der Weltkampf, welche wie das Institut zum Amt Rosenberg gehörte. Das Blatt erschien im Hoheneichen-Verlag; die Auflage betrug 3800 Stück, ab Februar 1944 noch 3500.

### Amt für Wehrwirtschaft und Rüstung
Mit dem Überfall auf die Sowjetunion am 22. Juni 1941 wurde Seraphim wieder zur Wehrmacht einberufen. Er war im Auftrag des Amtes für Wehrwirtschaft und Rüstung des OKW unter Georg Thomas in der zuerst überfallenen Ukraine auf Inspektionsreise. Er war in der geheimen Einsatzgruppe „Inspektion Hessen“, die dem Wirtschaftsführungsstab Ost unter Göring unterstand, für die wehrwirtschaftlichen Nachrichten zuständig.
Die Aufgabe des Amtes für Wehrwirtschaft und Rüstung war die kriegswirtschaftliche Zurichtung der besetzten Gebiete. Laut Petersen beteiligte sich Seraphim am Raub von jüdischen Kulturgütern, der Aufgabe des Einsatzstabes Reichsleiter Rosenberg (ERR). Seraphim wurde Zeuge von Massenerschießungen von Juden durch Einsatzgruppen der Sicherheitspolizei und des SD. In einem schriftlichen Bericht an seinen Vorgesetzten beim OKW verwahrte er sich gegen diese Massenerschießungen, die er für wirtschaftlich bedenklich hielt.

### Direktor des Oder-Donau-Instituts
1943 wurde er geschäftsführender Direktor des Oder-Donau-Instituts in Stettin. Das Institut diente der Kriegswirtschaft, indem es Unterlagen über die Wirtschaft Südeuropas in Form „vertraulicher Berichte“ auswertete.

## Nachkriegszeit
Seraphim wurde, ebenso wie Reinhard Gehlen, als Kriegsgefangener und Ostexperte in die USA gebracht. Er lebte über ein Jahr in Camp Ritchie, wo er Studien für den US-Militärnachrichtendienst, insbesondere zur sowjetischen Rüstungswirtschaft schrieb. Im Juli 1946 kam er nach Westdeutschland zurück, wo er ins amerikanische Befragungslager Camp King gebracht wurde. Im August 1946 wurde er aus der Gefangenschaft entlassen. Seraphim war von 1946 bis Dezember 1949 Leiter der sogenannten „Professorengruppe“ der Organisation Gehlen, die dieser gegen Bezahlung Studien lieferte. Er nahm von den Leitern der Organisation, anfangs Hermann Baun und später Gehlen, die Arbeitsaufträge entgegen und leitete diese wie auch die Bezahlung an die einzelnen Wissenschaftler weiter; zudem rekrutierte er neue Wissenschaftler. In der sogenannten „Professorengruppe“ lieferte er durch Zuarbeiten bei Studien und eigene Expertisen zahlreiche Ausgangspunkte für die Konzipierung der Strategie des Kalten Krieges. Die von ihm angefertigten Gutachten entsprachen sowohl begrifflich als auch von der Ausrichtung her der im Dritten Reich verfolgten NS-Osteuropapolitik. Von der Organisation Gehlen erhielt Seraphim Hilfe bei seiner Entnazifizierung. Seraphim arbeitete weiterhin für den Bundesnachrichtendienst und wertete für diesen die polnische Presse aus. Seraphim gilt heute noch als einer der Experten der Ostforschung. In seiner Konstruktion des Feindbildes wurde das Judentum durch den Kommunismus ersetzt.
In der Sowjetischen Besatzungszone wurden Seraphims Schriften Das Judentum im osteuropäischen Raum (1938), Das Judentum in Osteuropa (1938), Die Wirtschaftsstruktur des Generalgouvernements (1941), Die Bedeutung des Judentums in Südosteuropa (1941), Bevölkerungs- und wirtschaftspolitische Probleme einer europäischen Gesamtlösung der Judenfrage (1943) und Das Judentum (1944) auf die Liste der auszusondernden Literatur gesetzt.
1954 wurde Seraphim Leiter der privaten Verwaltungs- und Wirtschaftsakademie in Bochum.

## Schriften (Auswahl)
Bücher und Broschüren:
- Das Judentum im osteuropäischen Raum. Hrsg. unter Mitwirkung des Instituts für osteuropäische Wirtschaft an der Universität Königsberg in Preußen. Essener Verlagsanstalt, Essen 1938. (Ein nationalsozialistischer Propagandaverlag) (laut Steinweis ist das Buch „ein Meilenstein antijüdischer Forschung“).
- Das Judentum in Osteuropa. Bund Deutscher Osten, Berlin 1938. (Nationalsozialistische Propagandaorganisation).
- Wanderungsbewegungen des jüdischen Volkes. Kurt Vowinckel Verlag, Heidelberg 1940.
- Die Wirtschaftsstruktur des Generalgouvernements. Institut für Deutsche Ostarbeit, Krakau 1941
- Die Bedeutung des Judentums in Südosteuropa. Deutsche Informationsstelle, Berlin 1941.
- Das Judentum – Seine Rolle und Bedeutung in Vergangenheit und Gegenwart. Deutscher Volksverlag G.m.b.H./München 15, Druck: NS-Gauverlag und Druckerei Tirol-Vorarlberg, 1942.
- Bevölkerungs- und wirtschaftspolitische Probleme einer europäischen Gesamtlösung der Judenfrage. Hoheneichen-Verlag, München 1943. (NS-Propagandaverlag)
- mit Reinhart Maurach und Gerhart Wolfrum: Ostwärts der Oder und Neiße, Wissenschaftliche Verlagsanstalt, Hannover 1949.
- Das Genossenschaftswesen in Osteuropa. Raiffeisendruckerei, Neuwied 1951.
- Ostdeutschland und das heutige Polen. Westermann, Braunschweig 1953.
- Industriekombinat Oberschlesien. Verlag Rudolf Müller, Köln 1953.
- Peter-Heinz Seraphim und Albert Hesse: Allgemeine und angewandte Volkswirtschaftslehre. Kohlhammer, Stuttgart 1955.
- Die Heimatvertriebenen in der sowjetischen Besatzungszone. Verlegt durch das Bundesministerium für gesamtdeutsche Fragen, Bonn 1955.
- mit Bergrat (Asesor górniczy) Kurt Seidl, Ingenieur Karl Tänzer: Deutschlands verlorene Montanwirtschaft. Kohlhammer, Stuttgart 1955.
- Deutsche Wirtschafts- und Sozialgeschichte. Verlag Gabler, Wiesbaden 1962.
- Berufsbegleitende Fortbildung in Verwaltung und Wirtschaft, Verwaltungs- u. Wirtschaftsakademie Industriebezirk, Bochum 1965.

Zeitschrift:
- Weltkampf. Die Judenfrage in Geschichte und Gegenwart. „Unter Leitung von Dr. phil. habil. Wilhelm Grau und Prof. Dr. Peter-Heinz Seraphim vom Institut zur Erforschung der Judenfrage in den Jahren 1941-1944 herausgegebene wissenschaftliche Vierteljahresschrift.“